# Phase hexatique
La phase hexatique est une phase située entre les phases solide isotropique et liquide isotropique dans les systèmes de particules à deux dimensions (cristal liquide bidimensionnel). Il est caractérisés par deux paramètres d'ordre : un ordre moléculaire de positionnement à courte portée et un ordre orientationnel à longue portée.